# 法雲寺 (兵庫県香美町)

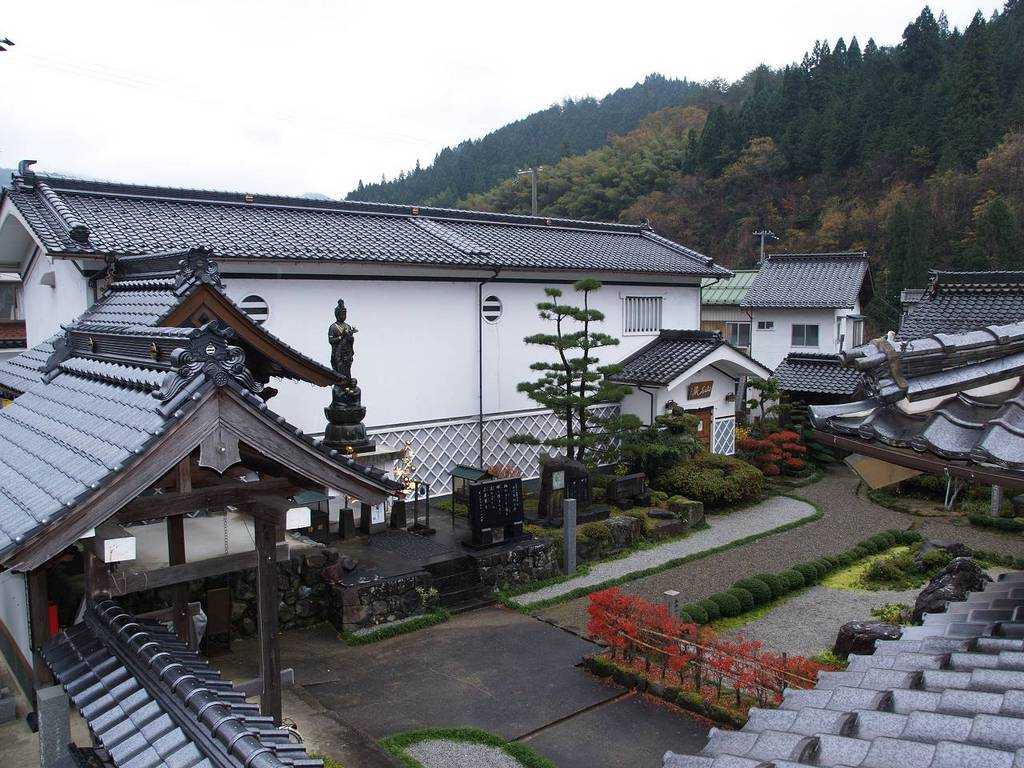
山名氏史料館「山名蔵」

法雲寺（ほううんじ）は、兵庫県美方郡香美町村岡区にある天台宗の寺院。本尊は釈迦牟尼如来。
山名氏の総菩提寺である。寺号の「東林山養安院法雲寺」は
- 東林山＝東林院殿徹庵禅高大居士　＝　村岡山名初代・山名豊国（禅高）法名（3代・山名矩豊の祖父）
- 養安院＝養安院殿妙証日円大禅定尼　＝　2代・山名豊政室（夫人）法名（3代・山名矩豊の母）
- 法雲寺＝法雲院殿桂岳道栄日潤大居士　＝　2代・山名豊政法名（3代・山名矩豊の父）

に由来するといわれる。

## 歴史
江戸時代以前の法雲寺に関する記録は無く、不詳ではあるが数々の資料などにより下記の歴史沿革が考えられている。
法雲寺のある現在の兵庫県美方郡香美町村岡区周辺は、南北朝時代より七美（ひつみ）の庄と呼ばれており、庄内のほとんどは花園・妙心寺（臨済宗）第二世授翁宗弼の荘園であった。宗弼は俗名を藤原藤房（万里小路藤房）ともいわれており、後醍醐天皇の側近で建武の新政の一番の功労者であったといわれる。永和元年（1375年）、80歳の時に七美庄に自ら発願し報恩寺（ほうおんじ）を建立し、父母や先祖の菩提を供養すると共に、荘園の政所として土地の管理に当らせていた。
江戸時代、山名氏の嫡流である山名豊国は、江戸幕府より七美庄一帯6700石を与えられ、交代寄合表御礼衆となった。交代寄合は、参勤交代することが義務付けられていた諸大名と異なり、参勤の強制・義務ではなく、自発的に行うものとされていた。このため豊国とその次の当主・豊政は京や江戸で暮し、七美庄には足を向けた形跡はなく、同地の行政は国家老が行っていた。
元禄19年（1642年）、3代当主・矩豊が封地に入部し、陣屋を兎塚（香美町福岡）から黒野に移し、村の名前も「黒野村」から「村岡村」へと改め、新たな城下町造りを行った。
矩豊は黒野の報恩寺を山名氏歴代の菩提寺と定め、鎌倉時代以来の宝牌を納めて、名門・山名宗家としての祭祀を尽くした。また、矩豊は報恩寺の名称を父・矩政の法名・法雲（ほううん）をあてはめ、寺号を現在の法雲寺に改めさせ、併せて矩豊自身が熱心な法華経信仰者であったため宗派を臨済宗から日蓮宗に変更された。しかし、当時の徳川将軍家は天台宗と浄土宗を信仰しており、その後、矩豊は御伽衆という将軍に近しい役職上からの判断もあってか、天台宗へと宗派を再び変更し現在に至る。

## 関連施設
- 山名氏史料館「山名蔵」

## 所在地
- 兵庫県美方郡香美町村岡区村岡2365